# Olivier Maulin
Pour les articles homonymes, voir Maulin.
Olivier Maulin, né en 1969, est un écrivain, journaliste et critique littéraire français.

## Biographie
Son premier roman publié, En attendant le roi du monde, a reçu le prix Ouest-France du festival Étonnants voyageurs.
Une verve satirique et humoristique caractérise la plupart de ses ouvrages. Le prétexte des récits est souvent fourni par un voyage dont le caractère grotesque et dérisoire apparaît rapidement et se dénoue dans le féérisme ou la farce rabelaisienne.
L'écrivain et journaliste Jérôme Leroy le situe dans une tradition littéraire française dont Rabelais, Marcel Aymé ou encore Michel Audiard seraient les représentants.
Il a tenu une chronique sur Radio Courtoisie, dans le Libre journal des enjeux actuels dirigé par Arnaud Guyot-Jeannin. Il anime depuis 2011, avec Romaric Sangars, le Cercle cosaque, cercle littéraire et œnologique. Il fait également partie de la rédaction du site d'extrême droite de l'Observatoire du journalisme.
De 2012 à 2016, il signe aussi une chronique dans Minute sous le nom de plume de « Julien Jauffret ».
En 2011 et 2012, Olivier Maulin fut invité en résidence d'écriture en Mayenne, à l'initiative de Lecture en Tête. Ce séjour lui inspira Le bocage à la nage paru en mai 2013.
Critique littéraire à Valeurs actuelles, il est également, depuis 2018, membre du jury des prix littéraires de L'Incorrect.

## Œuvres
- Dernier Combat, Rencontres, 2001
- Isabelle, 00h00, 2002
- En Attendant le Roi du monde, Paris, L’Esprit des Péninsules, 2006 ; rééd. au format de poche dans la coll. Pocket, Paris, 2008 ; rééd. La Nouvelle Librairie, coll. La Peau sur la Table, Paris, 330 p., 2021  (ISBN 978-2491446819)
- Les Évangiles du Lac, Paris, L'Esprit des Péninsules, 2008 ; rééd. La Nouvelle Librairie, coll. La Peau sur la Table, Paris, 422 p., 2021  (ISBN 978-2491446826)
- Derrière l'Horizon, Paris, L'Esprit des Péninsules, 2009
- Petit Monarque et catacombes, Paris, L'Esprit des Péninsules, 2009 ; rééd. La Nouvelle Librairie, coll. La Peau sur la Table, Paris, 368 p., 2021  (ISBN 978-2491446833)
- Les Lumières du Ciel, Paris, Balland, 2011, rééd. au format de poche dans la coll. Pocket, Paris, 2013
- Le Dernier Contrat, éd. La Branche, 2012 (collection Vendredi 13)
- Le Bocage à la nage, Paris, Balland, 2013
- Gueule de bois, Paris, Denoël, 2014
- La Fête est finie, Paris, Denoël, 2016
- Les Retrouvailles, Paris-Monaco, Le Rocher, 2017
- Histoire des cocotiers : Journal 1997-1999, Paris, Rue Fromentin, 2018
- Le Populisme ou la Mort : et autres chroniques, préf. François Bousquet, Versailles, éd. Via Romana, avril 2019  (ISBN 978-2372711296)
- Le Temps des loups, Paris, Le Cherche Midi, 2022
- La République des copains et autres chroniques, Versailles, éd. Via Romana, 256 p., mars 2024,  (ISBN 978-2-37271-186-9)